# Serie B de México 2025-26
La Temporada 2025-26 de la Serie B de México, parte de la Segunda División de México llamada oficialmente Liga Premier, será el 53.º torneo de la competencia correspondiente a la LXXVI temporada de la categoría.

## Sistema de competición
El sistema de competición de este torneo se desarrolla en dos fases:
- Fase de calificación: que se integra por las 18 jornadas del torneo regular. Durante esta ronda se enfrentarán los integrantes en dos ocasiones.[1]
- Fase final: que se integrará por los partidos  Reclasificación, Semifinal y Final.[1]

### Fase de calificación
En la fase de calificación se observa el sistema de puntos. La ubicación en la tabla general está sujeta a lo siguiente:
- Por juego ganado se obtienen tres puntos (Si el visitante gana por diferencia de 2 o más goles se lleva el punto extra).
- Por juego empatado se obtiene un punto (En caso de empate a 2 o más goles se juegan en penales el punto extra).
- Por juego perdido no se otorgan puntos.

El orden de los Clubes al final de la Fase de Calificación del Torneo corresponderá a la suma de los puntos obtenidos por cada uno de ellos y se presentará en forma descendente. Si al finalizar las 18 jornadas del Torneo, dos o más clubes estuviesen empatados en puntos, su posición en la Tabla general será determinada atendiendo a los siguientes criterios de desempate:
1. Mejor diferencia entre los goles anotados y recibidos.
2. Mayor número de goles anotados.
3. Marcadores particulares entre los Clubes empatados.
4. Mayor número de goles anotados como visitante.
5. Mejor ubicado en la Tabla general de cociente.
6. Tabla Fair Play.
7. Sorteo.

Para determinar los lugares que ocuparán los Clubes que participen en la Fase final del Torneo se tomará como base la tabla general.
Participarán automáticamente por el Título de Campeón de la Liga Premier Serie B los siete primeros lugares de la tabla general del torneo, además el mejor equipo de la temporada se verá beneficiado al clasificarse directamente a las semifinales.

### Fase final
Los siete clubes calificados para cada liguilla del torneo serán reubicados de acuerdo con el lugar que ocupen en la tabla general de la temporada al término de la última jornada, con el puesto del número uno al Club mejor clasificado, y así hasta el # 7. Los partidos a esta Fase se desarrollarán a visita, en las siguientes etapas:
- Reclasificación
- Semifinales
- Final

Los clubes vencedores en los partidos de Reclasificación y Semifinales serán aquellos que en los dos juegos anote el mayor número de goles. De existir empate en el número de goles anotados, la posición se definirá a favor del Club con mejor desempeño en la fase regular del torneo, el cual se determina mediante su posición en la tabla general.
Si una vez aplicado el criterio anterior los clubes siguieran empatados, se observará la posición de los Clubes en la Tabla general de clasificación.
Los partidos correspondientes a la Fase final se jugarán obligatoriamente los días miércoles y sábado, y jueves y domingo eligiendo, en su caso, exclusivamente en forma descendente, los cuatro clubes mejor clasificados en la Tabla general al término de la jornada final, el día y horario de su partido como local. Los siguientes cuatro clubes podrán elegir únicamente el horario.
El club vencedor de la Final y por lo tanto campeón, será aquel que en los dos partidos anote el mayor número de goles. Si al término del tiempo reglamentario el partido está empatado, se agregarán dos tiempos extras de 15 minutos cada uno. De persistir el empate en estos periodos, se procederá a lanzar tiros penales hasta que resulte un vencedor.
Los partidos de Reclasificación se jugarán de la siguiente manera:
2° vs 7°
3° vs 6°
4° vs 5°
En las Semifinales participarán el mejor equipo de la temporada regular y los tres clubes vencedores de la reclasificación, reubicándolos del uno al cuatro, de acuerdo a su mejor posición en la Tabla general de clasificación al término de la última jornada del Torneo, enfrentándose:
2° vs 3°
Disputarán el Título de Campeón de la temporada, los dos clubes vencedores de la Fase Semifinal correspondiente, reubicándolos del uno al dos, de acuerdo a su mejor posición en la Tabla general de clasificación al término de las jornadas del Torneo.

## Cambios
- A partir de esta temporada se reintrodujo el sistema de torneo largo con un solo campeón por temporada dejando atrás el formato de torneos de Apertura y Clausura utilizado en el ciclo futbolístico anterior.[3]
- Santiago F.C. ascendió a la Serie A como campeón de la Serie B.[4]
- Dragones de Oaxaca y Gorilas de Juanacatlán ascendieron a la Serie B como subcampeones de zona de la Liga TDP.[5][6]
- Los clubes Calor, Cañoneros, Ciervos y Cordobés F.C. se integraron en la Serie A tras superar el proceso de certificación financiera y deportiva, todos estos equipos habían militado en la Serie B durante la temporada anterior.[7]
- Atlético Hidalgo se integró a la Serie A tras el cambio de nombre y sede del club Atlético Pachuca que había competido en la temporada anterior en esta serie.[8]
- Aguacateros CDU jugará en Serie B debido a decisiones de su directiva.[9]
- CDM Fútbol Club cambió de sede a Acámbaro, Guanajuato en donde fue renombrado como Acámbaro Fútbol Club.[10]
- El F.C. Racing se integró en la categoría como equipo de expansión, siendo filial del club Racing de Veracruz de la Serie A.[11]

## Equipos participantes

### Ascensos y descensos
| Pos  | a la Serie B    |
| ---- | --------------- |
| 28.º | Aguacateros CDU |

| Pos | de la Tercera División |
| --- | ---------------------- |
| 3.º | Dragones de Oaxaca     |
| 4.º | Gorilas de Juanacatlán |

| Pos | a la Tercera División |
| --- | --------------------- |
| X   | No hubo descenso      |

| Pos  | a la Serie A  |
| ---- | ------------- |
| 1.º  | Santiago F.C. |
| 2.º  | Cordobés F.C. |
| 6.º  | Cañoneros     |
| 13.º | Ciervos F.C.  |

### Equipos por Entidad Federativa
Se muestran las localizaciones en mapa de equipos de la Serie B de México 2025-26. La entidad federativa con más clubes es Jalisco con tres equipos.
| Entidad Federativa | N.º | Equipos                                           |
| ------------------ | --- | ------------------------------------------------- |
| Jalisco            | 3   | Ayense, Caja Oblatos CFD y Gorilas de Juanacatlán |
| Estado de México   | 2   | Artesanos Metepec y Huracanes Izcalli             |
| Veracruz           | 2   | Poza Rica y F.C. Racing                           |
| Guanajuato         | 1   | Acámbaro F.C.                                     |
| Michoacán          | 1   | Aguacateros CDU                                   |
| Oaxaca             | 1   | Dragones de Oaxaca                                |

### Información sobre los equipos participantes
Lista de equipos participantes para la temporada 2025-26, dada conocer el 31 de julio de 2025.
| Equipo                 | Entrenador        | Ciudad                               | Fundación      | Estadio                               | Capacidad | Filial             |
| ---------------------- | ----------------- | ------------------------------------ | -------------- | ------------------------------------- | --------- | ------------------ |
| Acámbaro F.C.          | Francisco Tena    | Acámbaro, Guanajuato                 | 2025 (0 años)  | Fray Salvador Rangel                  | 4 000     |                    |
| Aguacateros CDU        | Edgar Tolentino   | Uruapan, Michoacán                   | 2018 (7 años)  | Unidad Deportiva Hermanos López Rayón | 5 000     | Atlético Morelia   |
| Artesanos Metepec F.C. | Gustavo Contreras | Metepec, Estado de México            | 2022 (3 años)  | U.D. Alarcón Hisojo "La Hortaliza"    | 2 000     |                    |
| Ayense                 | Ismael Ávila      | Ayotlán, Jalisco                     | 1988 (37 años) | Chino Rivas                           | 4 000     |                    |
| Caja Oblatos           | Rodolfo Martínez  | Tonalá, Jalisco                      | 2019 (6 años)  | U.D. Revolución Mexicana              | 3 000     |                    |
| Dragones de Oaxaca     | Omar Arellano     | Oaxaca, Oaxaca                       | 2018 (6 años)  | Tecnológico de Oaxaca                 | 14 950    |                    |
| Gorilas de Juanacatlán | Damián Osorno     | Juanacatlán, Jalisco                 | 2016 (9 años)  | Club Juanacatlán                      | 800       |                    |
| Huracanes Izcalli      | José Julio Huerta | Cuautitlán Izcalli, Estado de México | 2021 (4 años)  | Hugo Sánchez Márquez                  | 3 500     |                    |
| C.D. Poza Rica         | Alberto Segura    | Poza Rica, Veracruz                  | 1950 (75 años) | Heriberto Jara Corona                 | 10 000    |                    |
| F.C. Racing            | Víctor Hernández  | Boca del Río, Veracruz               | 2025 (0 años)  | Unidad Deportiva Hugo Sánchez         | 2 500     | Racing de Veracruz |

## Torneo regular
- Horarios en tiempo local.
- Calendario disponible en la página oficial de la competencia
- El torneo se divide en dos vueltas, en donde los equipos se enfrentan dos veces entre sí en el campo de cada uno de ellos.

### Primera vuelta
| Poza Rica          | vs. | Gorilas de Juanacatlán | Heriberto Jara Corona     | 22 de agosto | 17:00 |  |  |  |
| Dragones de Oaxaca | vs. | Huracanes Izcalli      | Tecnológico de Oaxaca     | 23 de agosto | 16:00 |  |  |  |
| Aguacateros CDU    | vs. | Artesanos Metepec      | U.D. Hermanos López Rayón | 23 de agosto | 16:00 |  |  |  |
| Ayense             | vs. | Caja Oblatos           | Chino Rivas               | 23 de agosto | 18:00 |  |  |  |
| Acámbaro F.C.      | vs. | F.C. Racing            | Fray Salvador Rangel      | 24 de agosto | 16:00 |  |  |  |

| Gorilas de Juanacatlán | vs. | Dragones de Oaxaca | Club Juanacatlán         | 29 de agosto | 19:30 |  |  |  |
| F.C. Racing            | vs. | Poza Rica          | U.D. Hugo Sánchez        | 29 de agosto | 20:00 |  |  |  |
| Huracanes Izcalli      | vs. | Aguacateros CDU    | Hugo Sánchez Márquez     | 30 de agosto | 12:00 |  |  |  |
| Artesanos Metepec      | vs. | Ayense             | U.D. Alarcón Hisojo      | 30 de agosto | 16:00 |  |  |  |
| Caja Oblatos           | vs. | Acámbaro F.C.      | U.D. Revolución Mexicana | 31 de agosto | 11:00 |  |  |  |

| Poza Rica          | vs. | Caja Oblatos           | Heriberto Jara Corona     | 19 de septiembre | 17:00 |  |  |  |
| Huracanes Izcalli  | vs. | Gorilas de Juanacatlán | Hugo Sánchez Márquez      | 20 de septiembre | 12:00 |  |  |  |
| Dragones de Oaxaca | vs. | F.C. Racing            | Tecnológico de Oaxaca     | 20 de septiembre | 16:00 |  |  |  |
| Aguacateros CDU    | vs. | Ayense                 | U.D. Hermanos López Rayón | 20 de septiembre | 16:00 |  |  |  |
| Acámbaro F.C.      | vs. | Artesanos Metepec      | Fray Salvador Rangel      | 21 de septiembre | 16:00 |  |  |  |

| Gorilas de Juanacatlán | vs. | Aguacateros CDU    | Club Juanacatlán         | 3 de octubre | 19:30 |  |  |  |
| F.C. Racing            | vs. | Huracanes Izcalli  | U.D. Hugo Sánchez        | 3 de octubre | 20:00 |  |  |  |
| Artesanos Metepec      | vs. | Poza Rica          | U.D. Alarcón Hisojo      | 4 de octubre | 16:00 |  |  |  |
| Ayense                 | vs. | Acámbaro F.C.      | Chino Rivas              | 4 de octubre | 18:00 |  |  |  |
| Caja Oblatos           | vs. | Dragones de Oaxaca | U.D. Revolución Mexicana | 5 de octubre | 11:00 |  |  |  |

| Poza Rica              | vs. | Ayense            | Heriberto Jara Corona     | 10 de octubre | 17:00 |  |  |  |
| Gorilas de Juanacatlán | vs. | F.C. Racing       | Club Juanacatlán          | 10 de octubre | 19:30 |  |  |  |
| Huracanes Izcalli      | vs. | Caja Oblatos      | Hugo Sánchez Márquez      | 11 de octubre | 12:00 |  |  |  |
| Dragones de Oaxaca     | vs. | Artesanos Metepec | Tecnológico de Oaxaca     | 11 de octubre | 16:00 |  |  |  |
| Aguacateros CDU        | vs. | Acámbaro F.C.     | U.D. Hermanos López Rayón | 11 de octubre | 16:00 |  |  |  |

| F.C. Racing       | vs. | Aguacateros CDU        | U.D. Hugo Sánchez        | 17 de octubre | 20:00 |  |  |  |
| Artesanos Metepec | vs. | Huracanes Izcalli      | U.D. Alarcón Hisojo      | 18 de octubre | 16:00 |  |  |  |
| Ayense            | vs. | Dragones de Oaxaca     | Chino Rivas              | 18 de octubre | 18:00 |  |  |  |
| Caja Oblatos      | vs. | Gorilas de Juanacatlán | U.D. Revolución Mexicana | 19 de octubre | 11:00 |  |  |  |
| Acámbaro F.C.     | vs. | Poza Rica              | Fray Salvador Rangel     | 19 de octubre | 16:00 |  |  |  |

| Gorilas de Juanacatlán | vs. | Artesanos Metepec | Club Juanacatlán          | 24 de octubre | 19:30 |  |  |  |
| F.C. Racing            | vs. | Caja Oblatos      | U.D. Hugo Sánchez         | 24 de octubre | 20:00 |  |  |  |
| Huracanes Izcalli      | vs. | Ayense            | Hugo Sánchez Márquez      | 25 de octubre | 12:00 |  |  |  |
| Dragones de Oaxaca     | vs. | Acámbaro F.C.     | Tecnológico de Oaxaca     | 25 de octubre | 16:00 |  |  |  |
| Aguacateros CDU        | vs. | Poza Rica         | U.D. Hermanos López Rayón | 25 de octubre | 16:00 |  |  |  |

| Poza Rica         | vs. | Dragones de Oaxaca     | Heriberto Jara Corona     | 7 de noviembre | 17:00 |  |  |  |
| Aguacateros CDU   | vs. | Caja Oblatos           | U.D. Hermanos López Rayón | 8 de noviembre | 16:00 |  |  |  |
| Artesanos Metepec | vs. | F.C. Racing            | U.D. Alarcón Hisojo       | 8 de noviembre | 16:00 |  |  |  |
| Ayense            | vs. | Gorilas de Juanacatlán | Chino Rivas               | 8 de noviembre | 18:00 |  |  |  |
| Acámbaro F.C.     | vs. | Huracanes Izcalli      | Fray Salvador Rangel      | 9 de noviembre | 16:00 |  |  |  |

| Gorilas de Juanacatlán | vs. | Acámbaro F.C.     | Club Juanacatlán         | 14 de noviembre | 19:30 |  |  |  |
| F.C. Racing            | vs. | Ayense            | U.D. Hugo Sánchez        | 14 de noviembre | 20:00 |  |  |  |
| Huracanes Izcalli      | vs. | Poza Rica         | Hugo Sánchez Márquez     | 15 de noviembre | 12:00 |  |  |  |
| Dragones de Oaxaca     | vs. | Aguacateros CDU   | Tecnológico de Oaxaca    | 15 de noviembre | 16:00 |  |  |  |
| Caja Oblatos           | vs. | Artesanos Metepec | U.D. Revolución Mexicana | 16 de noviembre | 11:00 |  |  |  |

## Tabla General de Clasificación
| Pos. | Equipo                 | Pts. | PJ | G | E | P | GF | GC | Dif. | Clasificación                    |
| ---- | ---------------------- | ---- | -- | - | - | - | -- | -- | ---- | -------------------------------- |
| 1    | Acámbaro F.C.          | 0    | 0  | 0 | 0 | 0 | 0  | 0  | 0    | Semifinales de la liguilla       |
| 2    | Aguacateros CDU        | 0    | 0  | 0 | 0 | 0 | 0  | 0  | 0    | Reclasificación para la liguilla |
| 3    | Artesanos Metepec F.C. | 0    | 0  | 0 | 0 | 0 | 0  | 0  | 0    | Reclasificación para la liguilla |
| 4    | C.D. Ayense            | 0    | 0  | 0 | 0 | 0 | 0  | 0  | 0    | Reclasificación para la liguilla |
| 5    | Caja Oblatos CFD       | 0    | 0  | 0 | 0 | 0 | 0  | 0  | 0    | Reclasificación para la liguilla |
| 6    | Dragones de Oaxaca     | 0    | 0  | 0 | 0 | 0 | 0  | 0  | 0    | Reclasificación para la liguilla |
| 7    | Gorilas de Juanacatlán | 0    | 0  | 0 | 0 | 0 | 0  | 0  | 0    | Reclasificación para la liguilla |
| 8    | Huracanes Izcalli      | 0    | 0  | 0 | 0 | 0 | 0  | 0  | 0    |                                  |
| 9    | C.D. Poza Rica         | 0    | 0  | 0 | 0 | 0 | 0  | 0  | 0    |                                  |
| 10   | F.C. Racing            | 0    | 0  | 0 | 0 | 0 | 0  | 0  | 0    |                                  |

Los primeros partidos se disputarán el 22 de agosto de 2025.
 Fuente: Liga Premier FMF
Criterios de clasificación: Puntos · Diferencia de goles · Goles a favor · Cociente